# Josh Murphy
Joshua Murphy (ur. 24 lutego 1995 w Londynie) – angielski piłkarz występujący na pozycji pomocnika w angielskim klubie Oxford City. Były młodzieżowy reprezentant Anglii.